# Tao Tao
Tao Tao (タオタオ絵本館, Tao Tao Ehonkan) is een Japanse animeserie. De serie werd geproduceerd door de productiehuizen Shunmao, Apollo Film en TV Osaka. Hij werd gemaakt tussen 1983 en 1984. Een aflevering duurt 25 minuten. Er zijn 52 afleveringen gemaakt, maar slechts de eerste 26 afleveringen zijn in het Nederlands ingesproken en uitgezonden.
De serie was van 4 oktober 1989 tot 16 maart 1990 te zien bij de KRO (de eerste 26 afleveringen). Nadat Studio 100 EM.Entertainment had overgekocht, was de serie vanaf najaar 2009 te zien op vtmKzoom.

## Verhaal
De afleveringen gaan over Tao Tao, een vrolijke pandabeer die samen met zijn moeder in China woont. Hij speelt het liefst van al met al zijn dierenvriendjes in het bos. Wanneer er ruzie is, vertelt mama Panda een verhaaltje. Dan komen alle dieren uit het bos ernaar luisteren.

## Afleveringen
1. De kraai met de rode kap
2. Kleine haas, grote leeuw
3. De slang en de duizendpoot
4. Drie hooghartige kikkerzusjes
5. De krokodillenkoning
6. Het grote gerucht
7. De witte vrouwtjeskameel
8. De valse vleermuis
9. De ijdele gier
10. De zonderlinge vrienden
11. De grote vraag en de kleine muis
12. De zelfzuchtige haan
13. De ontevreden vlinder
14. De grote vogeltrek
15. Het avontuur van de twee kleine vissen
16. De bruiloft van het elfenmeisje
17. De drie kleine zwijntjes
18. De lieve zebra
19. De regenboogvogel
20. De kleine hond en het grote been
21. De kwebbelende schildpad
22. Het lelijke eendje
23. De noorderwind en de uil
24. De gelaarsde kat
25. Het geschenk van de vis
26. De lichtelfen

## Productiedetails
- Auteur: Kazuo Miyamoto
- Realisatie: Taku Sugiyama, Shûichi Nakahara
- Executive Producer: Takeshi Ishiguro - Andrea Wagner
- Scenario: Keiji Kubota, Takeshi Shudo, Nobuko Morita, Osamu Kagami
- Karakter design: Shûichi Nakahara, Chiaki Murano
- Decors: Shûichi Nakahara
- Muziek: Karel Svoboda, Alexander Blechinger, Yasuo Tsuchida
- Titellied: Nederlandse Versie gezongen door Fred Butter
- Nederlandse Bewerking: De Levita Productions B.V.
- Vertaling: Suzanne Braam
- Geluid: Evert Kramer
- Regie: Meindert de Goede